# Góth Jenő
Góth Jenő, születési és 1909-ig használt nevén Groszmann Jenő (Budapest, 1879. szeptember 14. – Budapest, 1961) magyar építész.

## Élete
Groszmann Samu férfiruha-kereskedő és Schönberger Nina fiaként született. Részt vett Bárczy István kislakás- és iskolaépítési programjában, ennek keretében egy iskolát tervezett Novák Imrével közösen a Lajos utcában. Kabdebó Gyula könyve alapján úgy tűnik, hogy Góth tervezte a Lajos utcai, Novák pedig a Duna-parti homlokzatot.
A két világháború között több nagy bérházat tervezett Újlipótvárosba, jellemzően neoeklektikus (azon belül főleg neobarokk) stílusban.
Felesége Schwartz Sarolta (1894–1952) volt, Schwartz Móric és Grossmann Róza lánya, akivel 1920. június 28-án Budapesten kötött házasságot.

## Ismert épületei
- 1911 k.: elemi iskola (ma: Than Károly Ökoiskola Gimnázium, Szakközépiskola és Szakiskola), Budapest, Lajos u. 1-5.[4][6]
- 1912: (tervben maradt) bérház, Budapest, Práter u. 33.[7]
- 1912–1913: Budapesti Férfiszabók Ipartestületének épülete, Budapest, Reáltanoda utca 16.[8]
- 1927–1928: Luczenbacher-bérház, Budapest, Hollán Ernő u. 9. / Katona József u. 18. (átalakítva)[9]
- 1928: Luczenbacher-bérház, Budapest, Hollán Ernő u. 13-15. / Raoul Wallenberg u. 8.[10]
- 1928: Luczenbacher-bérház, Budapest, Tátra u. 7. / Katona József u. 18. (átalakítva)[11]
- 1928: Teleki-bérház, Budapest, Tátra u. 18. / Raoul Wallenberg u. 5.[12]
- 1928: Teleki-bérház, Budapest, Hollán Ernő u. 17. / Raoul Wallenberg u. 7.[12]
- 1928: Teleki-bérház, Budapest, Tátra u. 14-16. / Raoul Wallenberg u. 6.[13]
- 1928: Hajlék-, Ingatlan- és Házépítő Rt. bérháza, Budapest, Tátra u. 21. / Gergely Győző u. 4. – Góth a homlokzatot, Vogel Jenő és Weidlinger Tibor az alaprajzot tervezte[14]
- 1931–1932: Habitusz Ruházati Rt. szék- és bérháza, Budapest, Hollán Ernő u. 30. / Radnóti Miklós u. 32.[15]

1913-ban átépítette a Hlavay-villát (Budapest, Thököly út 66), később azonban ismét átépítésre került.

## Képtár

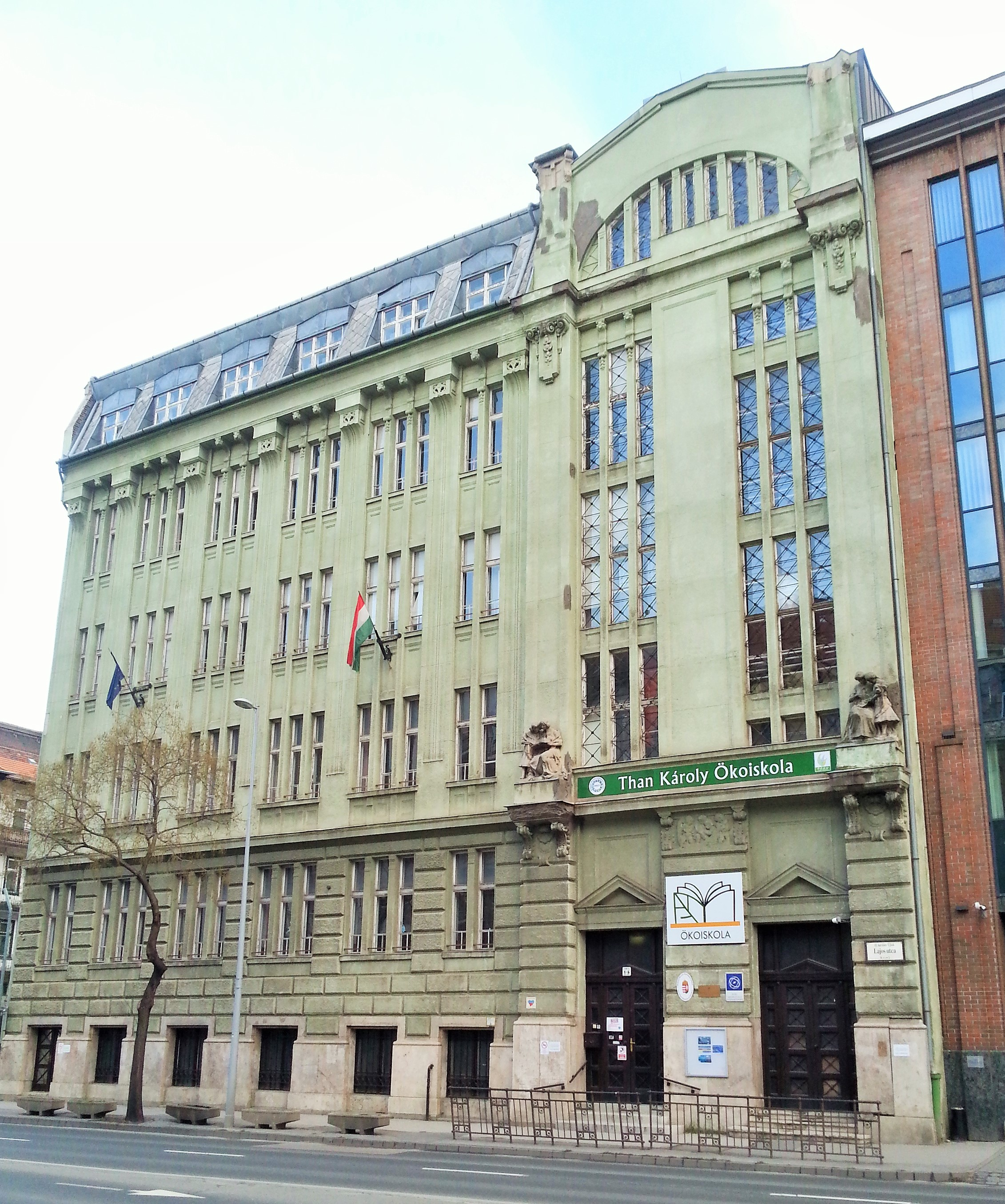
Lajos utcai elemi iskola (Lajos utcai homlokzat)
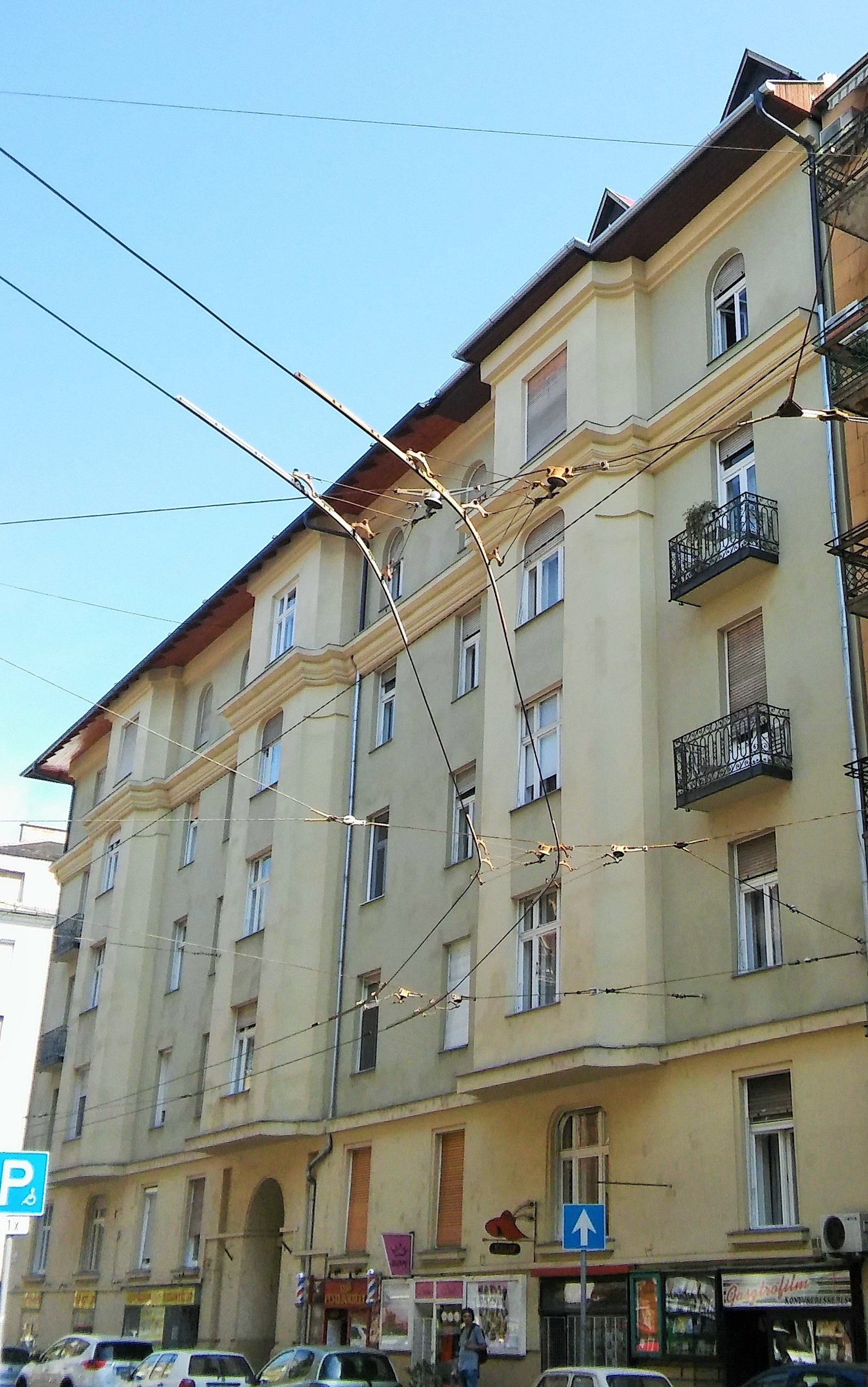
Hollán Ernő u. 9.
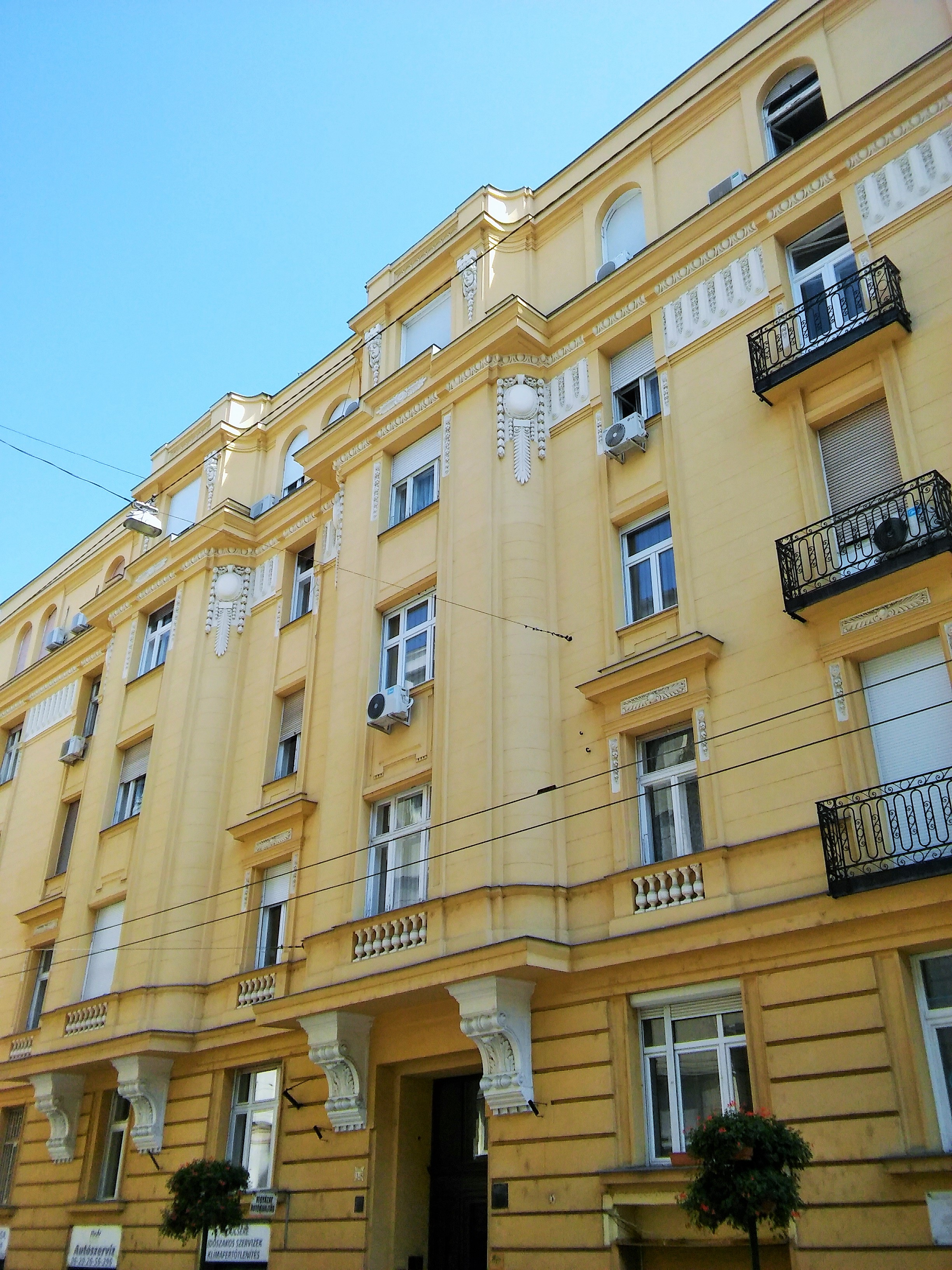
Hollán Ernő u. 13-15.
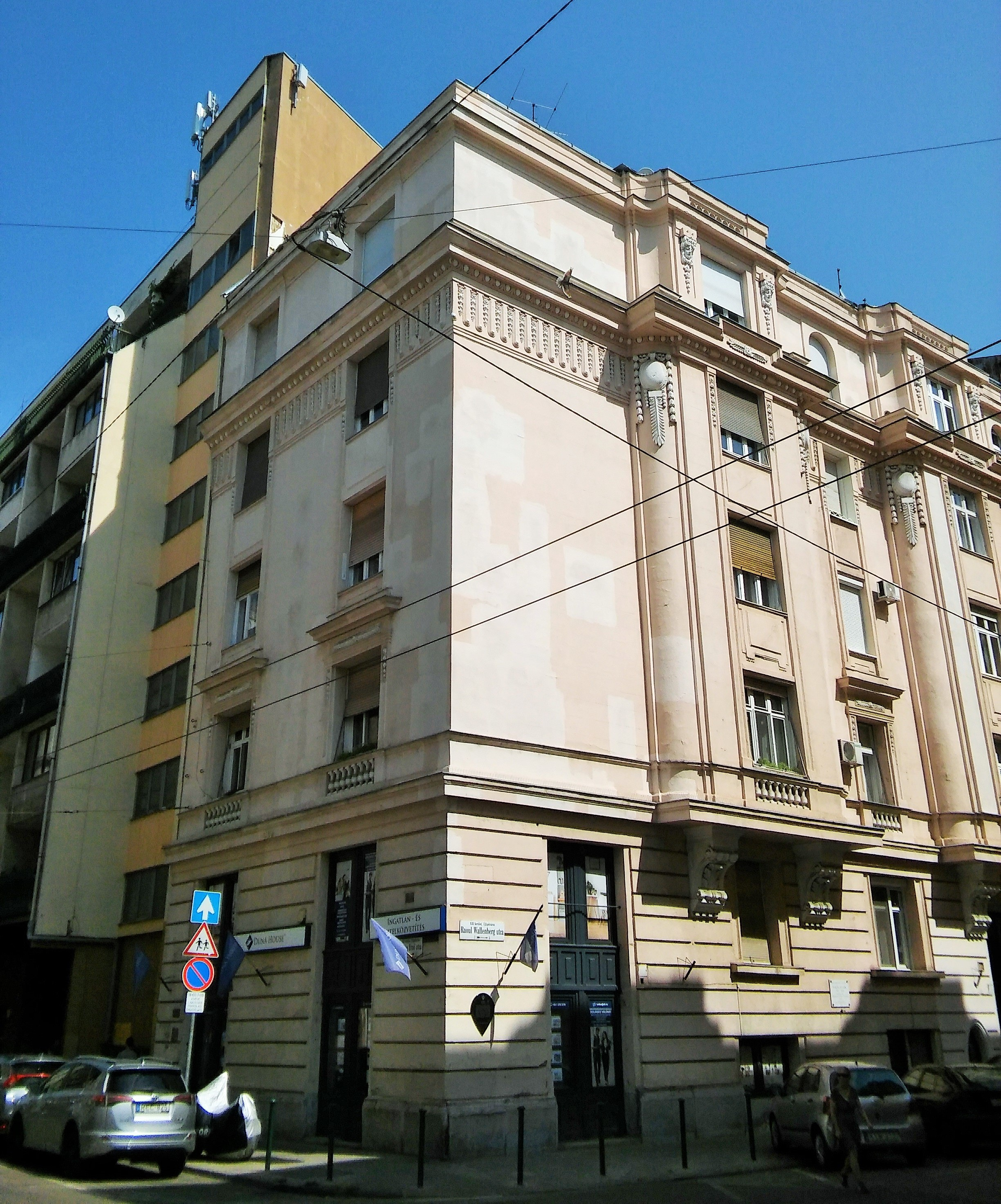
Hollán Ernő u. 17.
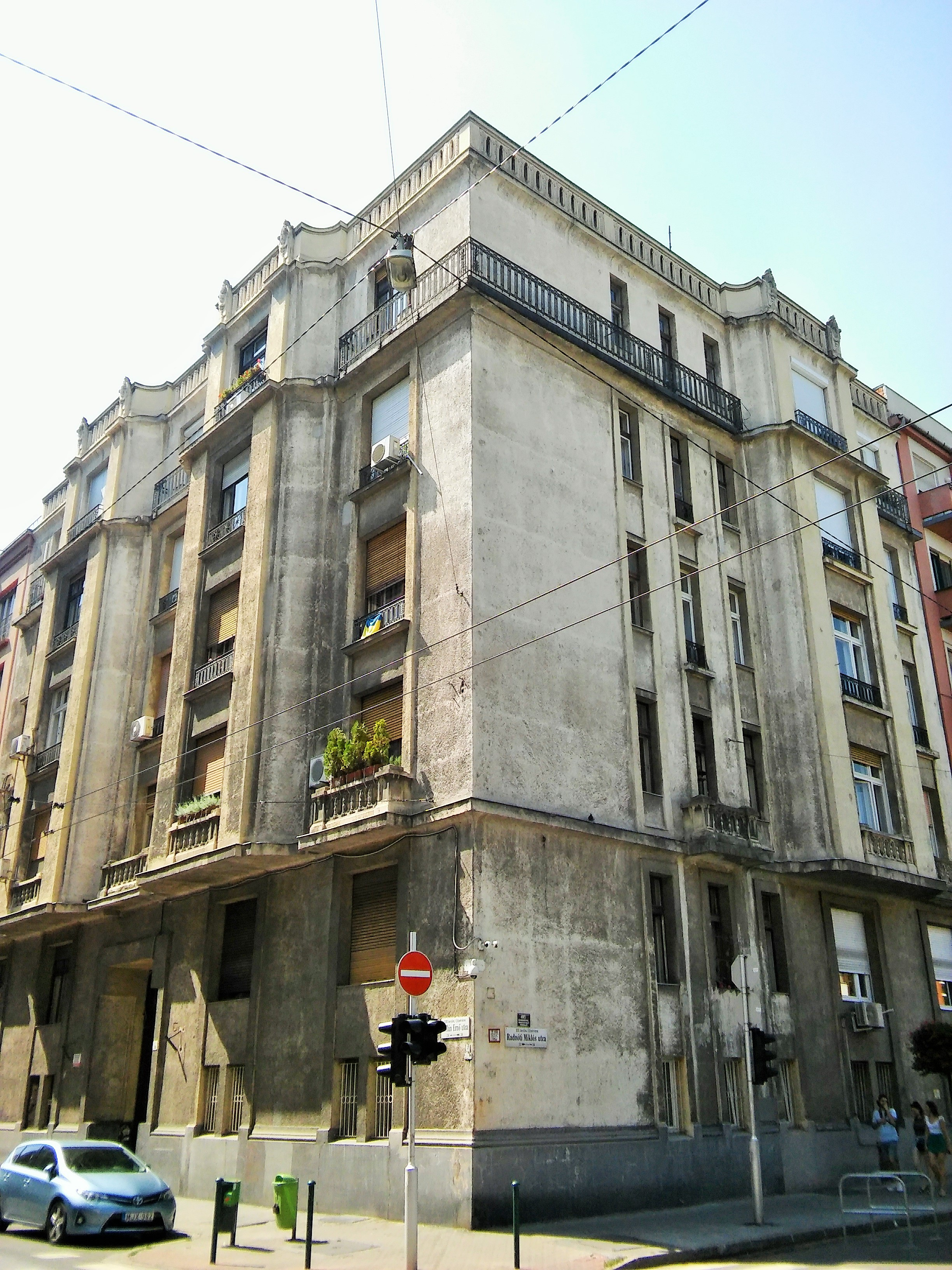
Hollán Ernő u. 30.
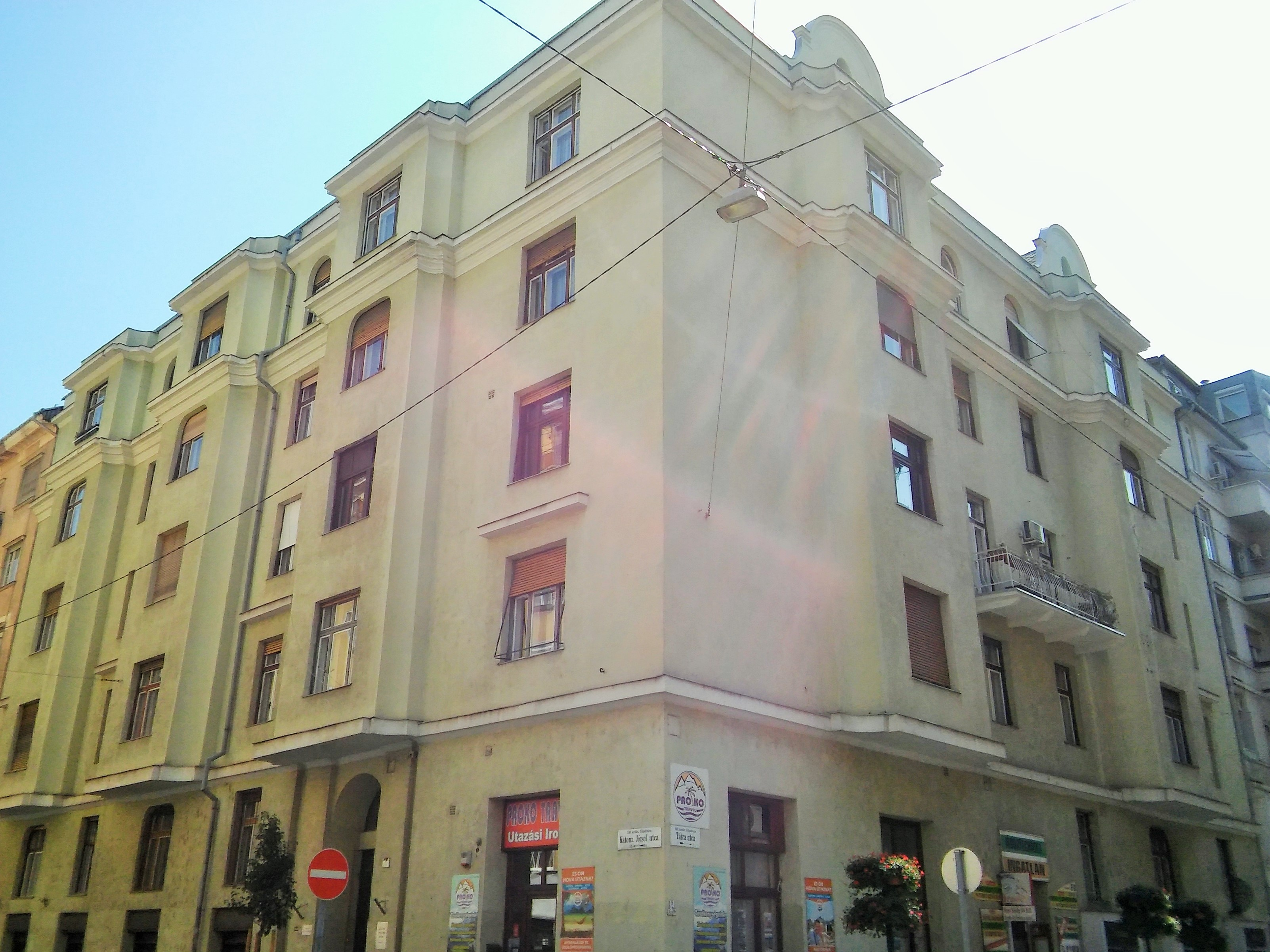
Tátra u. 7.
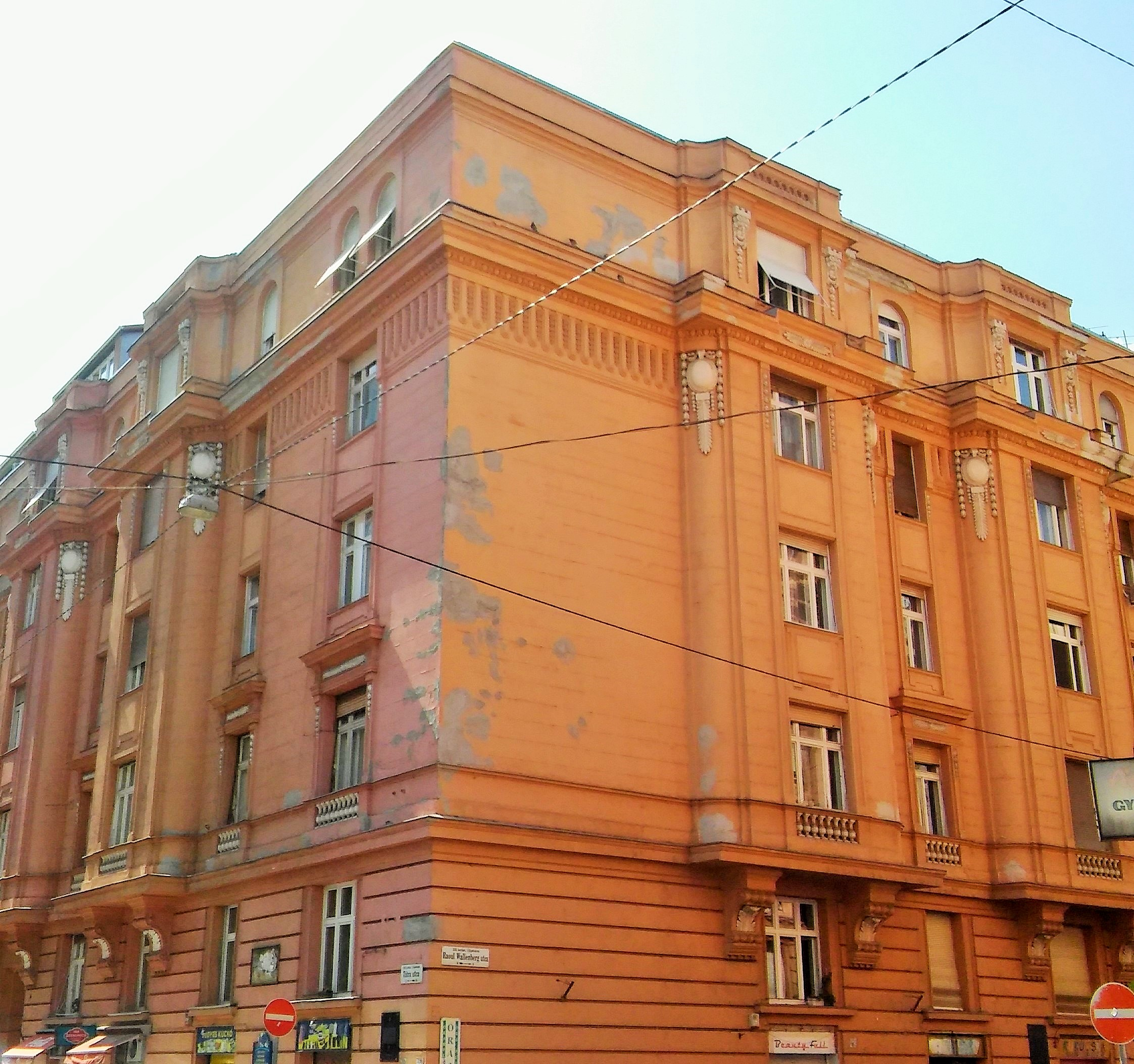
Tátra u. 14-16.
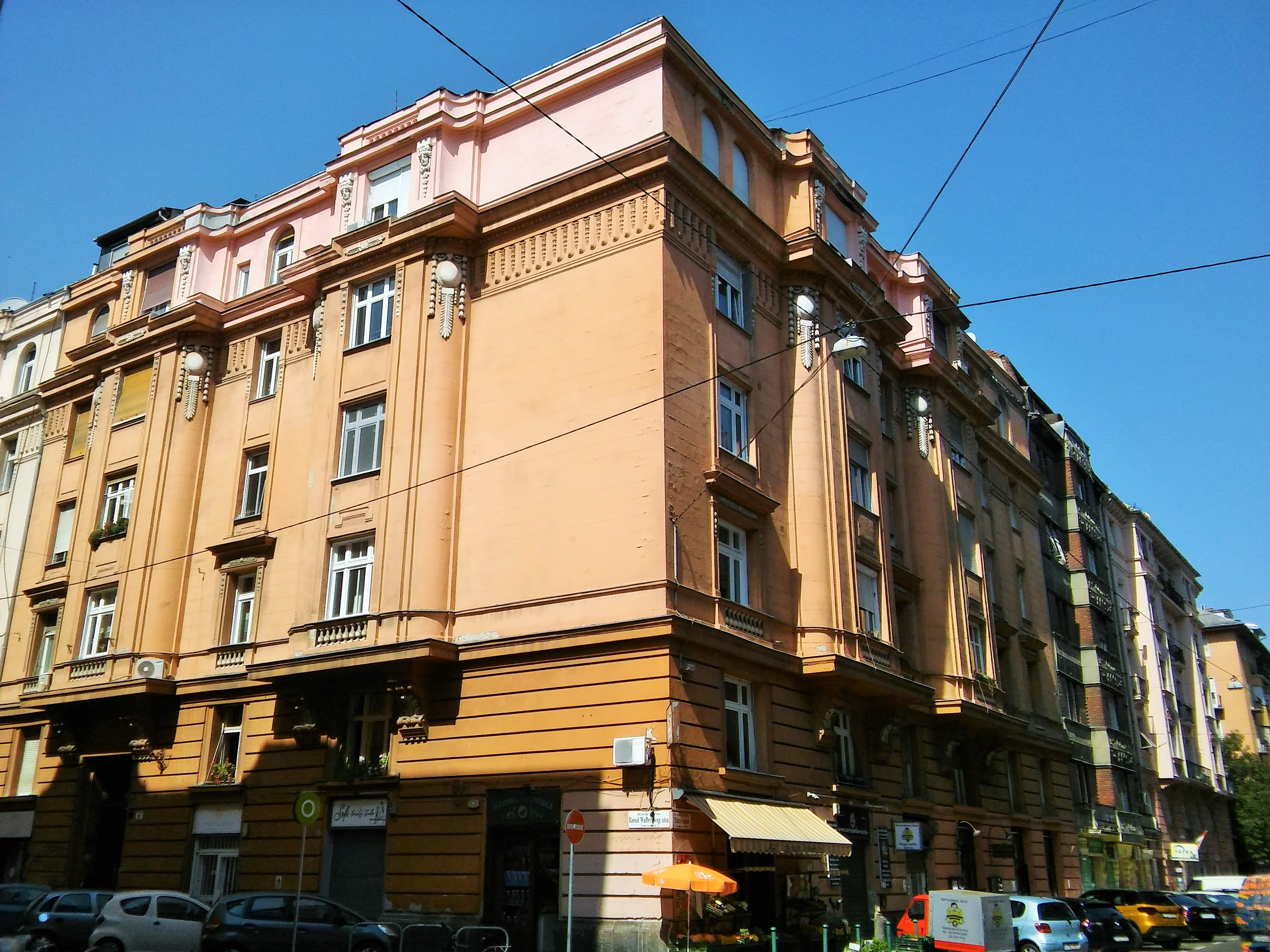
Tátra u. 18.
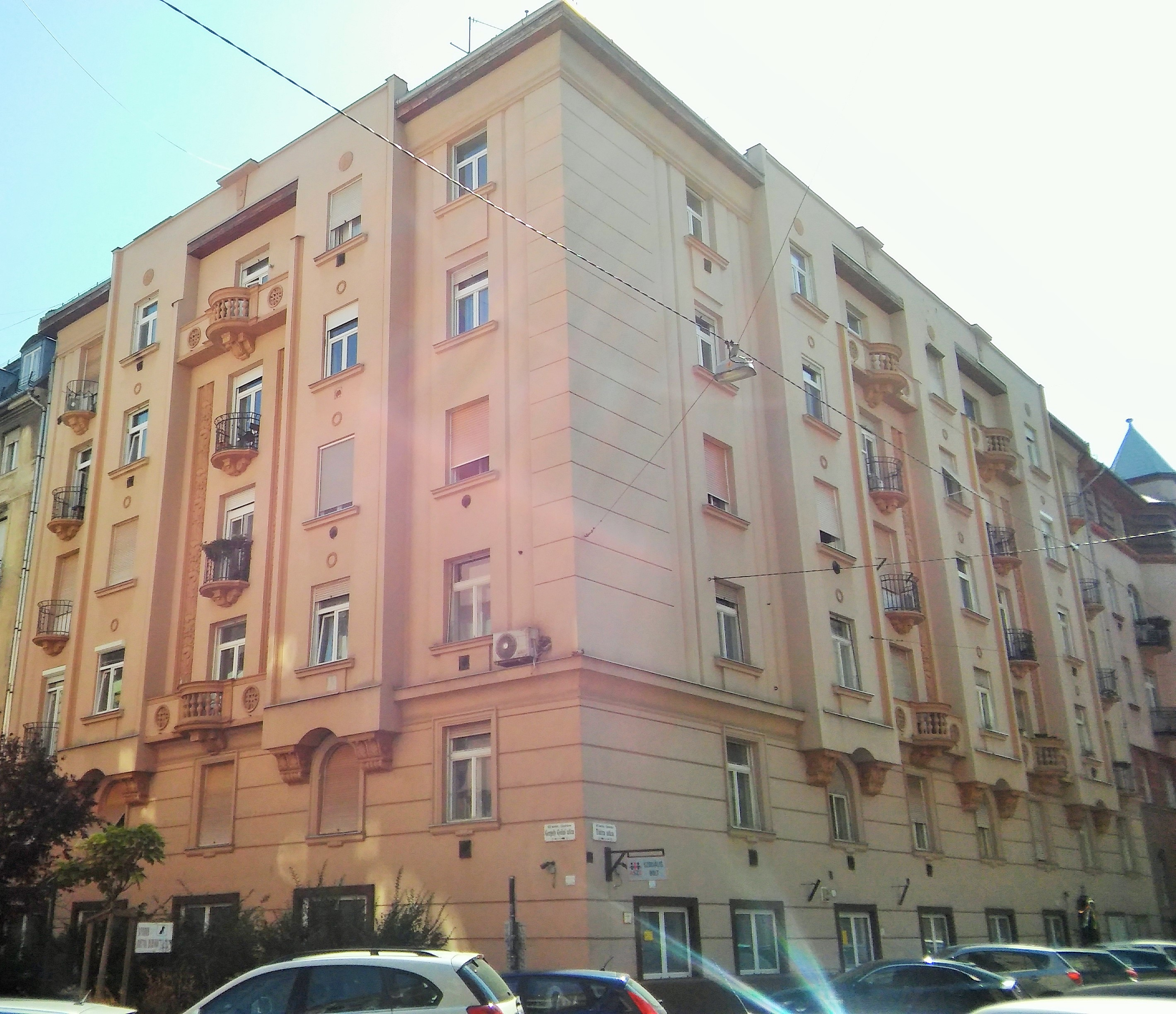
Tátra u. 21.